# 黒崎卓
黒崎 卓（くろさき たかし、1964年 - ）は、日本の経済学者。国内の開発経済学者の代表的学者の一人である。専門は開発経済学・南アジア地域経済論。計量経済学や数理経済学、統計学に根ざした数理アプローチで開発経済学研究を進めている。一橋大学経済研究所教授、日本学術会議会員。日本学術振興会賞、日経・経済図書文化賞、他受賞。
枝野幸男（衆議院議員、立憲民主党代表）や鷺谷威（地震学者、名古屋大学准教授）とは高校の同級生。

## 経歴
- 1964年 栃木県河内郡河内村の農家に生まれる
- 1983年3月 栃木県立宇都宮高等学校卒業
- 1987年3月 東京大学教養学部教養学科卒
- 1991年6月 スタンフォード大学大学院食糧学修士課程修了（M.A.）
- 1995年6月 スタンフォード大学大学院食糧学博士課程修了（Ph.D. in Food Studies）
- 1997年7月 一橋大学経済研究所助教授
- 2005年8月 一橋大学経済研究所教授
- 2017年10月 第24期日本学術会議会員[1]
- (1987年4月--1997年7月 アジア経済研究所研究員)

## 受賞
- 2005年第1回日本学術振興会賞
- 2004年NIRA大来政策研究賞
- 2002年第5回国際開発研究・大来賞
- 2001年第44回日経・経済図書文化賞
- 1999年平成11年度発展途上国研究奨励賞

## 文筆活動

### 著書
- 黒崎卓 『開発のミクロ経済学---理論と応用---』岩波書店、一橋大学経済研究所叢書No.50、2001年。
- Kurosaki, T., Risk and Household Behavior in Pakistan's Agriculture, Tokyo: Institute of Developing Economies, I.D.E., Occasional Papers Series, No. 34, 1998.
- 黒崎卓・山形辰史 『開発経済学---貧困削減へのアプローチ---』日本評論社、2003年。
- 黒崎卓・子島進・山根聡 編 『現代パキスタン分析---民族・国民・国家---』岩波書店、2004年。
- 大塚啓二郎・黒崎卓 編 『教育と経済発展---途上国における貧困削減に向けて---』東洋経済新報社、2003年。
- 黒崎卓・山崎幸治 訳 『貧困と飢饉』（アマルティア・セン著）岩波書店、2000年。

### 論文
- Kurosaki, T., “The Measurement of Transient Poverty: Theory and Application to Pakistan,” Journal of Economic Inequality, 4(3), December 2006, pp.325-345.
- Kurosaki, T., “Consumption Vulnerability to Risk in Rural Pakistan,” Journal of Development Studies, 42(1), January 2006, pp. 70-89.
- Kurosaki, T., “Determinants of Collective Action under Devolution Initiatives: The Case of Citizen Community Boards in Pakistan,” Pakistan Development Review, 44(3), Autumn 2005, pp.253-270.
- 黒崎卓 「ミャンマーにおける農業政策と作付決定、農家所得」『経済研究』56(2)、2005年4月、pp. 97-110.
- 黒崎卓 「貧困の動態的分析---研究展望とパキスタンへの応用---」『経済研究』54(4)、2003年10月、pp. 353-374.
- Kurosaki, T., “Specialization and Diversification in Agricultural Transformation: The Case of West Punjab, 1903-1992,” American Journal of Agricultural Economics, 85(2), May 2003, pp. 372-386.
- Kurosaki, T., “Agriculture in India and Pakistan, 1900-95: A Further Note,” Economic and Political Weekly, 37(30), July 27, 2002, pp. 3149-3152.
- 黒崎卓 「パキスタン農業の長期動向と農業開発政策の変遷」『アジア経済』43(6)、2002年6月、pp. 32-54.
- 黒崎卓 「パキスタン北西辺境州における動学的貧困の諸相」『経済研究』53(1)、2002年1月、pp. 24-39.
- Kurosaki, T., “Consumption Smoothing and the Structure of Risk and Time Preferences: Theory and Evidence from Village India,” Hitotsubashi Journal of Economics, 42(2), December 2001, pp. 103-117.
- 黒崎卓 「パキスタン・パンジャーブ州米・小麦作地帯における有畜農家の価格反応」『アジア経済』41(9)、2000年9月、pp. 2-26.
- 黒崎卓 「農業発展と作付変化---パンジャーブ農村の100年---」『経済研究』51(3)、2000年7月、pp. 193-208.
- Kurosaki, T., “Agriculture in India and Pakistan, 1900-95: Productivity and Crop Mix,” Economic and Political Weekly, 34(52), December 25, 1999, pp. A160-A168.
- 黒崎卓 「パキスタン・北西辺境州における貧困・リスク・人的資本」『アジア経済』40(9/10)、1999年9月、pp. 91-114.
- 黒崎卓 「パキスタンの労働力と経済発展--竹内・深町論文へのコメント--」『大原社会問題研究所雑誌』(472)、1998年3月、pp. 39-45.
- Kurosaki, T., “Production Risk and Advantages of Mixed Farming in the Pakistan Punjab,” Developing Economies, 35(1), March 1997, pp. 28-47.
- 黒崎卓 「灌漑水市場の効率性--藤田幸一論文の分析モデルへの代替的提案--」『農業経済研究』68(4)、1997年3月、pp. 207-214.
- Kurosaki, T., “Milk, Fodder, and the Green Revolution: The Case of Mixed Farming in the Pakistan Punjab,” Pakistan Development Review, 35(4) Part II, Winter 1996, pp. 537-548.
- Kurosaki, T., “Government Interventions, Market Integration, and Price Risk in Pakistan’s Punjab,” Pakistan Development Review, 35(2), Summer 1996, pp. 129-144.
- Kurosaki, T., “Risk and Insurance in a Household Economy: Role of Livestock in Mixed Farming in Pakistan,” Developing Economies, 33(4), December 1995, pp. 464-485.
- 黒崎卓 「発展途上国における農産物価格形成と政府介入--パキスタン・パンジャーブ州における小麦の事例--」『アジア経済』35(10)、1994年10月、pp. 31-63.
- Fuwa, N., S. Ito, K. Kubo, T. Kurosaki, and Y. Sawada. "Gender Discrimination, Intrahousehold Resource Allocation, and Importance of Spouses' Fathers: Evidence on Household Expenditure from Rural India." Developing Economies, 44(4), December 2006, pp.398-439.
- Kurosaki, T., S. Ito, N. Fuwa, K. Kubo, and Y. Sawada. "Child Labor and School Enrollment in Rural India: Whose Education Matters?" Developing Economies, 44(4), December 2006, pp.440-464.
- Sawada, Y., K. Kubo, N. Fuwa, S. Ito, and T. Kurosaki. "On the Mother and Child Labor Nexus under Credit Constraints: Findings from Rural India." Developing Economies, 44(4), December 2006, pp.465-499.
- 不破信彦・伊藤成朗・久保研介・黒崎卓・澤田康幸「インド農村部における児童労働・就学と家計内資源配分」『経済研究』57(4)、2006年10月、pp. 328-343.
- Kurosaki, T. and Khan, H., “Human Capital, Productivity, and Stratification in Rural Pakistan,” Review of Development Economics, 10(1) February 2006, pp. 116-134.
- 栗田匡相・岡本郁子・黒崎卓・藤田幸一 「ミャンマーにおける米増産至上政策と農村経済：8ヵ村家計調査データによる所得分析を中心に」『アジア経済』45(8)、2004年8月、pp. 2-37.
- 黒崎卓・小田尚也 「パキスタン労働市場の研究」『大原社会問題研究所雑誌』(529)、2002年12月、pp. 11-27.
- Kurosaki, T. and Fafchamps, M., “Insurance Market Efficiency and Crop Choices in Pakistan,” Journal of Development Economics, 67(2), April 2002, pp. 419-453.
- 黒崎卓・澤田康幸 「途上国農村における家計の消費安定化--パキスタンの事例を中心に--」『経済研究』50(2)、1999年4月, pp. 155-168.